# Singara vaovalis
Singara vaovalis là một loài bướm đêm trong họ Noctuidae.